# Фоменко Геннадій Петрович
Геннадій Петрович Фоменко (25 лютого 1943, місто Кадіївка, тепер Луганської області — 22 серпня 2017, місто Луганськ Луганської області) — український діяч, голова Луганської обласної державної адміністрації (1995—1998 рр.). Народний депутат України 1-го скликання.

## Життєпис
Народився у родині робітника. Трудову діяльність розпочав у 1960 році. У 1960—1962 роках — учень токаря, токар Кадіївського машинобудівного заводу Луганської області. У 1962 році — водій автоколони № 5 Кадіївської автобази Луганської області.
У 1962—1965 роках — служба в Радянській армії.
У 1965—1970 роках — студент Комунарського гірничо-металургійного інституту Луганської області за спеціальністю технологія машинобудування. Здобув фах інженера-механіка.
У липні 1970 — березні 1987 року — майстер, начальник цеху, начальник відділу технічного контролю, головний інженер Кадіївського (Стахановського) машинобудівного заводу Ворошиловградської області.
Член КПРС з 1973 року.
У 1978 році закінчив без відриву від виробництва Донецький політехнічний інститут за спеціальністю організація промислового виробництва.
У березні 1987 — серпні 1989 року — директор Стахановського машинобудівного заводу Ворошиловградської області.
У серпні 1989 — квітні 1992 року — голова виконавчого комітету Стахановської міської ради народних депутатів Луганської області.
Народний депутат України 12(1) склик. з березня 1990 року (2-й тур) до квітня 1994 року, Стахановський виборчий округ № 65, Луганська область. Член Комісії з питань діяльності рад народних депутатів, розвитку місцевого самоврядування.
У квітні 1992 — липні 1994 року — 1-й заступник голови Луганської обласної державної адміністрації. У липні 1994 — серпні 1995 року — 1-й заступник голови виконавчого комітету Луганської обласної ради депутатів трудящих з виконавчої роботи.
У серпні — листопаді 1995 року — 1-й заступник голови Луганської обласної державної адміністрації.
3 листопада 1995 — 8 серпня 1996 року — виконувач обов'язків голови Луганської обласної державної адміністрації.
8 серпня 1996 — 7 квітня 1998 року — голова Луганської обласної державної адміністрації.
Потім — на пенсії у місті Луганську.

## Нагороди та відзнаки
- орден «За заслуги» ІІІ ступеня (.03.1998)[8]

## Звання
- державний службовець ІІ-го рангу (.04.1996)[9]
- державний службовець І-го рангу (.01.1997)[10]